# Lamprops korroensis
Lamprops korroensis is een zeekommasoort uit de familie van de Lampropidae. De wetenschappelijke naam van de soort is voor het eerst geldig gepubliceerd in 1923 door Derzhavin.